# Ultrapotassischer Magmatismus
Ultrapotassischer Magmatismus erzeugt recht seltene und in ihrem Gesamtvolumen unbedeutende Magmatite vorwiegend vulkanischer oder subvulkanischer Natur. Anhand ihrer chemischen Zusammensetzung können sie als an Silicium untersättigte, ultramafische bis mafische Gesteine eingestuft werden. Dennoch sind sie gerade wegen ihrer Vielseitigkeit für die Petrologie von großer Wichtigkeit. Ihre Bedeutung liegt vor allem auf dem Gebiet der Magmenentstehung.

## Definition

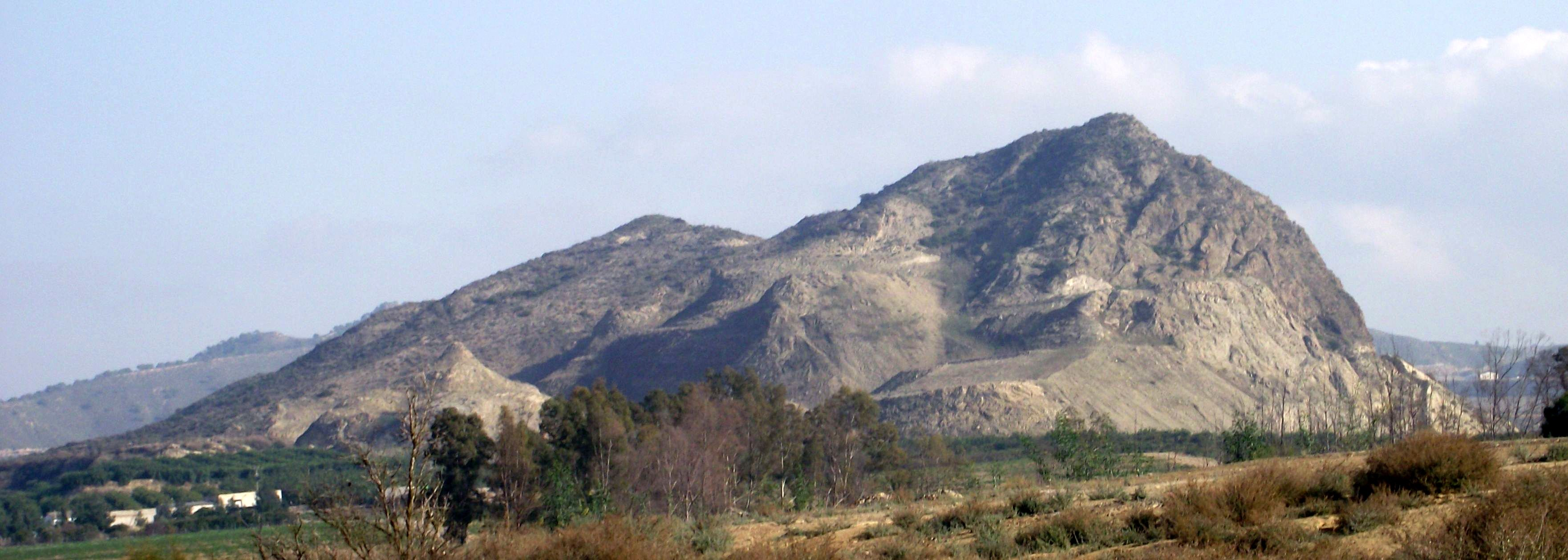
Der ultrapotassische Vulkan Cabezo Negro de Zeneta bei Murcia

Die Definition ultrapotassischer Magmatite, d. h. von Alkaligesteinen mit Kaliumvormacht, erfolgt in der wissenschaftlichen Literatur gewöhnlich über das molare Verhältnis [K2O]/[Na2O]. Noch bis ins Jahr 2005 lag der Grenzwert dieses Verhältnisses bei >2, er wird aber jetzt allgemein bei >3 angesetzt.

## Petrogenese
Ultrapotassische Magmen können durch eine Vielzahl von Prozessen erzeugt werden und dürften überdies sehr unterschiedlichen Quellregionen entstammen. Zu berücksichtigen sind folgende Punkte:
- Ihr partielles Aufschmelzen erfolgt in großer Tiefe.
- Die partielle Aufschmelzrate ist niedrig.
- Ihre Quellregion zeigt hohe Gehalte an lithophilen Elementen wie Kalium, Barium, Cäsium und Rubidium.
- Der Mantelperidotit  (Harzburgit, Lherzolith) ist angereichert, insbesondere an Kalium.
- Neben dem peridotischen  Mantelgestein kommen auch noch pyroxen- und phlogopitreiche Volumina zu liegen.
- Die Quellregion wird von Wasser und Kohlendioxid durchsetzt. Je nach vorhandener Flüssigkeit entstehen sehr unterschiedliche Magmen.
- Beim Aufstieg reagieren die Schmelzen mit den umgebenden Wirtsgesteinen.

Die im Oberen Erdmantel liegenden Quellregionen des ultrapotassischen Magmatismus können ferner subduzierte Sedimente enthalten oder wurden möglicherweise mittels aus diesen Sedimenten stammenden Schmelzen oder metasomatischen Flüssigkeiten an Kalium angereichert. Typisch für diesen Anreicherungsvorgang sind die Minerale Phlogopit und Kaliumamphibole wie kaliumreicher Richterit.
Ultrapotassische Granitoide kommen nur sehr selten vor; sie entstehen möglicherweise in Riftzonen durch anatektisches Aufschmelzen kontinentaler Kruste, wobei die hierzu benötigte Wärme von aufwallenden mafischen Magmen hinzugeführt wird.

## Ultrapotassische Gesteinsarten
Zu den ultrapotassischen Magmatiten werden folgende Gesteine gerechnet:
- Lamprophyre
- Melilithite und Melilithgesteine
- Kimberlite
- Lamproite
- Orangeite bzw. Kimberlite der Gruppe II
- Feldspatvertreter-führende Gesteine (beispielsweise Leucitite)
- Alkalifeldspat-reiche Leukogranite
- Vaugnerite und Durbachite

## Wirtschaftliche Bedeutung
Die wirtschaftliche Bedeutung des ultrapotassischen Magmatismus ist sehr vielschichtig und   weitreichend. Kimberlite, Lamproite und möglicherweise auch Lamprophyre sind Muttergesteine für Diamanten. Ihre Magmen entstehen in Tiefen bis zu 120 Kilometer und bringen bei ihrem mitunter rasanten Aufstieg Diamanten als Xenokristalle an die Erdoberfläche. Die recht seltenen ultrapotassischen Granite sind bekannt für ihr Goldpotential. Potassische bis ultrapotassische Granite beherbergen überdies Porphyr-Mineralisate wie beispielsweise Kupfer. Innerhalb der Kontinente gelegene ultrapotassische Granite des A-Typus können mit Fluoritlagerstätten sowie mit Columbit-Tantalit-Vererzungen assoziiert sein.